# Lysá hora (přírodní rezervace)
Lysá hora je přírodní rezervace ve správním území obcí Krásná, Malenovice a Staré Hamry v okrese Frýdek-Místek v Moravskoslezském kraji. Leží východně od vrcholu Lysé hory v Moravskoslezských Beskydech. Předmětem ochrany jsou fragmenty původních porostů horských smrčin, které představují významný boreální biotop v Západokarpatské biogeografické podprovincii.

## Historie
Lysá hora byla historicky ovlivňována různorodou lesnickou činností, zejména výsadbou nepůvodních smrkových porostů v nižších polohách. Vlivem imisního poškození a lesnického hospodaření došlo ke změně přirozené vegetace a k ústupu některých druhů. Rezervace byla vyhlášena v roce 2010 za účelem ochrany reliktních horských smrčin a přirozených procesů.

## Flóra
Flóra rezervace je tvořena zejména acidofilními horskými smrčinami a menšími fragmenty bučin. Nacházejí se zde vzácné a chráněné druhy jako oměj tuhý moravský (Aconitum firmum subsp. moravicum), všivec lesní (Pedicularis sylvatica), upolín nejvyšší (Trollius altissimus) nebo violka dvoukvětá (Viola biflora). Vegetace je cenná z hlediska zachovalosti přirozených horských biotopů. V rezervaci byla zaznamenána i řada významných horských mechorostů a játrovek  jako například Antitrichia curtipendula, Hygrohypnum ochraceum, trsenka drobná (Jungermannia pumila) a palčice hrotitá (Tritomaria quinquedentata). Tyto druhy jsou typické pro pralesovité horské smrčiny a také svědčí o zachovalosti biotopu.

## Fauna
Vyskytují se zde vzácné horské a boreální druhy čmeláků typické pro chladná a vlhká stanoviště vyšších nadmořských výšek. Nejzajímavějším druhem je čmelák pyrenejský (Bombus pyrenaeus), který zde byl zaznamenán poprvé z území ČR. Z denních motýlů se zde vyskytují například modrásek černoskvrnný (Lycaena hippothoe) a okáč černohnědý (Erebia ligea), vázání na horské květnaté biotopy. Tyto druhy se vyskytují především na okrajích lesů a světlinách v rezervaci. Mezi významné druhy saproxylického hmyzu patří ohrožený střevlík polní Carabus arcensis či kovařík Ampedus auripes. Na území PR Lysá hora byl zaznamenán výskyt chráněného plže vřetenovky hladké (Cochlodina laminata) a vrkoče horského (Vestia gulo). Tyto druhy indikují stabilní lesní prostředí s přirozenými podmínkami. Z ptactva zde hnízdí kriticky ohrožený tetřev hlušec (Tetrao urogallus) a silně ohrožený sýc rousný (Aegolius funereus).